# Nalerigu
Nalerigu è una città di 14.927 abitanti (stima 2010) del Ghana, capitale della regione Nord-Est

## Popolazione
La popolazione è rappresentata per lo più dall'etnia Mamprusi, che parla la lingua mampruli.

## Monumenti e luoghi d'interesse
È sede di un ospedale privato, il Baptist Medical Centre.